# Trhanov
Trhanov (en allemand : Chodenschloß) est une commune du district de Domažlice, dans la région de Plzeň, en République tchèque. Sa population s'élevait à 537 habitants en 2017.

## Géographie
Trhanov se trouve à 7 km à l'ouest-sud-ouest du centre de Domažlice, à 53 km à l'ouest-sud-ouest de Plzeň et à 136 km à l'ouest-sud-ouest de Prague.
La commune est limitée par Klenčí pod Čerchovem et Draženov au nord, par Újezd à l'est et au sud, et par Chodov au sud et à l'ouest.

## Histoire
La première mention écrite de la localité date de 1621.

## Administration
La commune se compose de deux quartiers, Pila et Trhanov, mais forme une division cadastrale unique.